# Восточный (платформа Дальневосточной железной дороги)
Восто́чный — остановочная платформа Сахалинского региона Дальневосточной железной дороги. Названа по одноимённому селу, в котором расположена.
Расстояние до узловых станций (в километрах): Корсакова — 220, Ногликов — 434.

## История
Платформа открыта в 1928 году составе пускового участка Долинск — Макаров.
Современное название платформа получила в 1946 году.

## Деятельность
На платформе останавливаются пассажирские поезда, курсирующие по маршруту Южно-Сахалинск — Тымовск, стоянка не превышает 2 минуты. Скорый поезд № 001/002 проходит платформу без остановки.

## Изображения

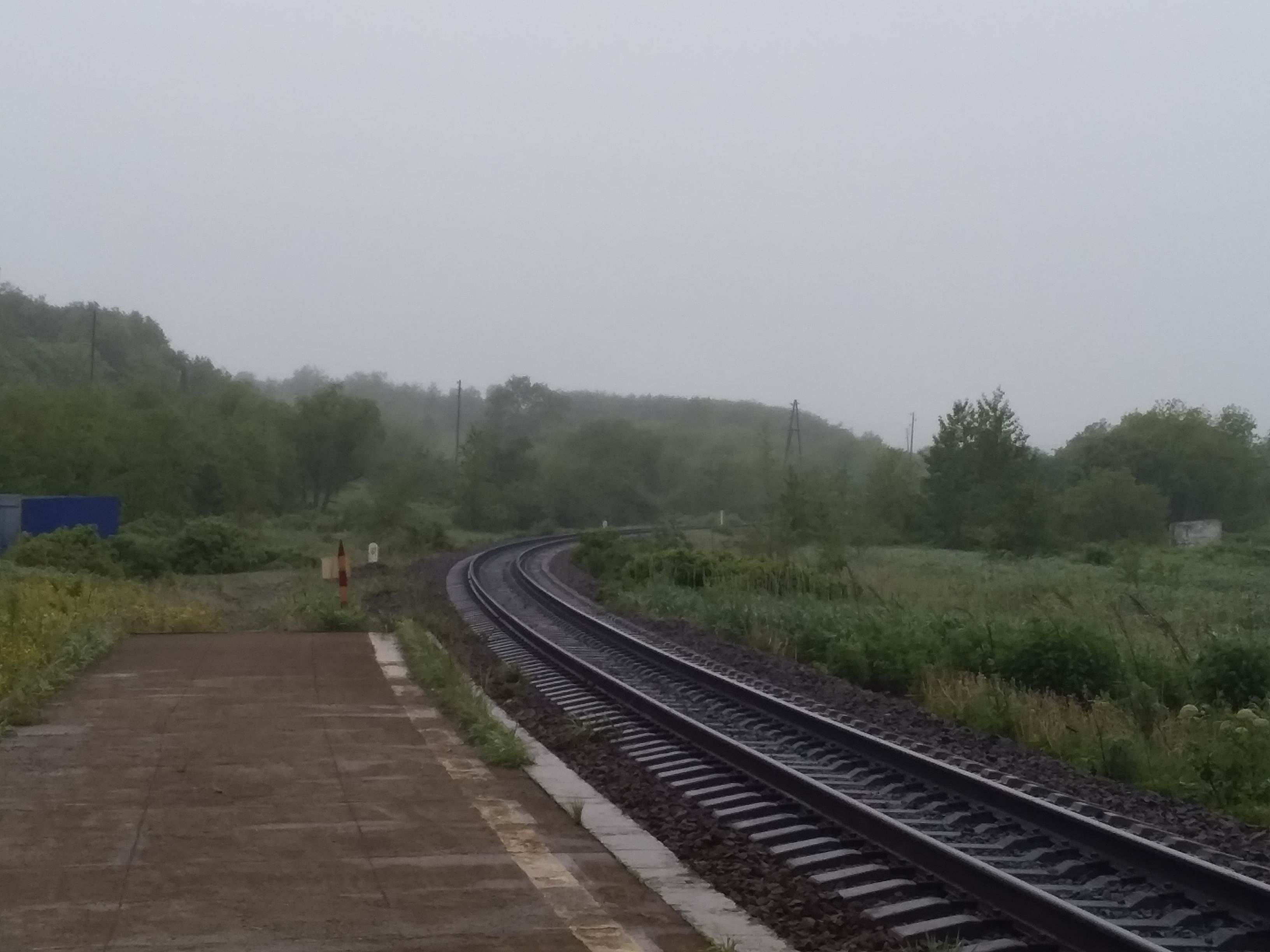
В сторону Южно-Сахалинска
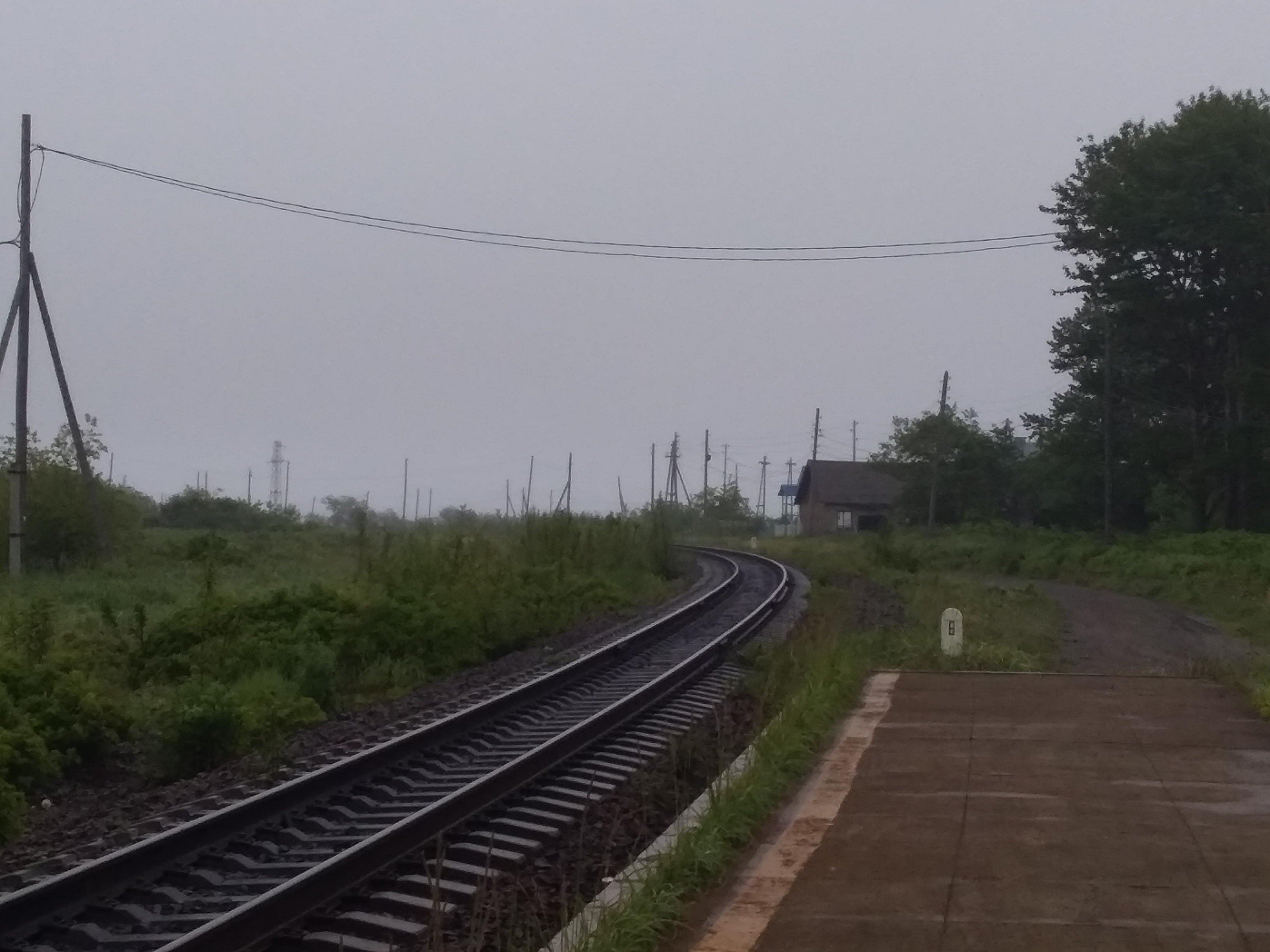
В сторону Ногликов